# Арагуапас
Арагуапас (порт. Araguapaz) — муниципалитет в Бразилии, входит в штат Гояс. Составная часть мезорегиона Северо-запад штата Гойас. Находится в составе крупной городской агломерации. Входит в экономико-статистический микрорегион Риу-Вермелью. Население составляет 50 922 человека на 2008 год. Занимает площадь 2193,692 км². Плотность населения — 3,3 чел./км².

## Статистика
- Валовой внутренний продукт на 2003 год составляет 38 408 256,00 реалов (данные: Бразильский институт географии и статистики).
- Валовой внутренний продукт на душу населения на 2003 год составляет 5272,24 реала (данные: Бразильский институт географии и статистики).
- Индекс развития человеческого потенциала на 2000 год составляет 0,729 (данные: Программа развития ООН).

## География
Климат местности: тропический гумидный.